# Кумаши
Кумаши́ (чув. Кăмаша) — деревня в Вурнарском районе Чувашской Республики. Входит в состав Большеторханского сельского поселения.

## География
Находится в центральной части Чувашии, на расстоянии приблизительно 8 км на север-северо-восток по прямой от районного центра поселка Вурнары у республиканской автодороги.

## История
Известна с 1858 года как околоток деревни Малая Абызова (ныне в составе Кумашей), когда здесь проживало 243 человека. В 1906 году здесь было 68 дворов и 343 жителя, в 1926 — 89 дворов и 418 жителей. В 1939 было учтено 474 жителя, в 1979—250. В 2002 году было 86 дворов, в 2010 — 72 домохозяйства. В 1930 образован колхоз «Сталин», в 2010 действовал СХПК «МТС».

## Население
Постоянное население составляло 238 человек (чуваши 97 %) в 2002 году, 200 в 2010.